# 安妮特·奥尔森
安妮特·奥尔森（瑞典語：Anette Ingegerd Olsson，艺名Anette Olzon，1971年6月21日—）是一名瑞典歌手，以作为芬兰交响金属乐团夜愿的第二任主唱而知名。她还是瑞典专辑导向摇滚乐团艾莉森大道的原歌手。

## 早年生活
安妮特·奥尔森在音乐之家成长，并在童年时就开始歌唱。他的母亲还在她8岁是强制要求她演奏双簧管。她随其母亲的乐队巡演，并在一些场合中参与歌唱。后来，她开始参加各种才艺表演并获得称赞。她在17岁时加入首个乐队是一个翻唱乐队。然而不久之后她又加入了几个乐队和项目。在21岁时，她在芬兰赫尔辛基摇滚歌剧/音乐剧《Gränsland》中担任主角。之后她进入了一个哥德堡芭蕾舞学院。她在合唱团演唱，参与工作室的各种工作，并偶尔担任婚礼歌手。安妮特和迈克尔·鲍曼（前Jaded Heart歌手）在他专辑《Conspiracy》中唱了一曲二重唱。
安妮特早年在哥本哈根音乐学院教授歌唱科，还在丹麦赫辛当家庭教师。如今她在马尔默音乐大学需要时担任家庭教师。

## 职业生涯

### 艾莉森大道时期（1999－2005）
后来安妮特加入了艾莉森大道，并首先担任工作室歌手，但随后代替了男领唱，成为女领唱。乐队在1999年出版样品唱片后获得大量反响，并很快就联系到了多个唱片公司。主作曲家兼键盘手尼克拉斯·奥尔森集中乐队录制了四个样品曲目，这些曲目使乐队和APR天堂签约。
2000年11月发行的首张专辑《Presence of Mind》获得了正面评价。2004年乐队发行了第二张传记《Omega》。安妮特在2006年离开艾莉森大道。2009年5月，艾莉森大道请新成员Arabella Vitanc担任新主唱。

### 夜愿时期（2007–2012)

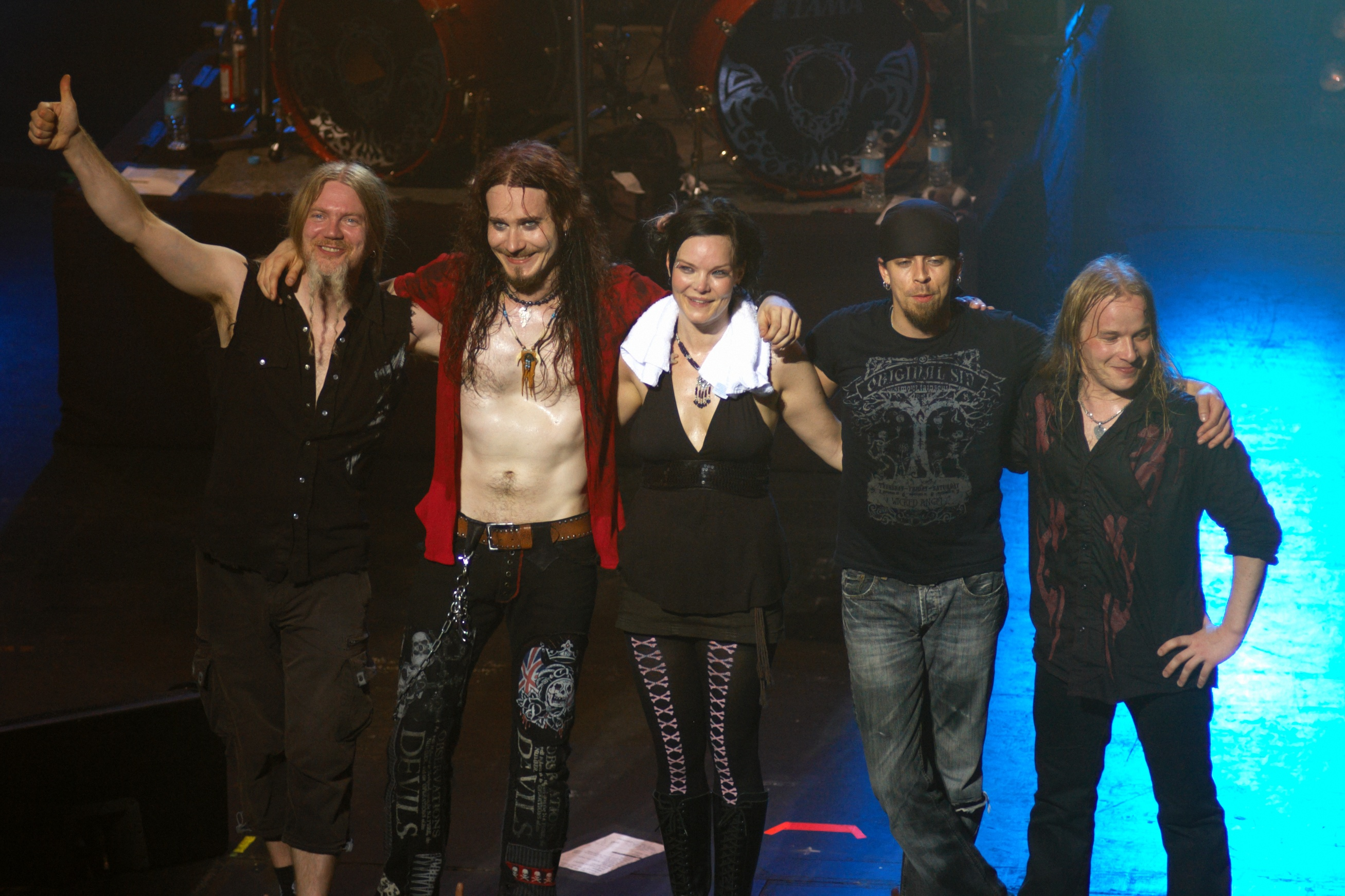
奥尔森随夜愿澳大利亚墨尔本现场演唱会（2008年1月30日

奥尔森在2007年早期正式加入夜愿成为新主唱，奥尔森是约2,000申请人中，能直接面对乐队测试的10人之一。她试唱的曲目是2002年单曲《Ever Dream》。她接替了因一封公开信而在2005年被乐队解雇的前主唱塔雅·圖倫尼。
奥尔森的试唱唱片是乐队最先收到的试唱样本之一，虽然她最初拒绝接受这个排序，而乐队领队托马斯·霍洛帕尼则担心她有一个年幼儿子的事实。然而奥尔森坚持了，并寄给乐队他在艾莉森大道演出的现场DVD。随后夜愿经理埃沃·波赫尤拉联系了他，并最终通知她在2007年2月获得这个位置。托马斯对这个选择评论称“我们举行了一个正式投票，但让她成为那个人的选择是一致的。这是事情的实质。我们觉得她是合适的。”她的身份采用了多种方式保密，包括在塔罗音乐会上让她假装埃沃的“瑞典堂妹”，直到2007年5月24日才宣布她新夜愿主唱的身份。
在消息公布的第二天，即2007年5月25日，首先发布了慈善单曲《Eva》并只能通过下载获得。歌曲原定于5月30日发布，但因英国音乐下载站泄漏二改变计划。这是在首个有奥尔森加入歌曲。6月13日夜愿公布了作品《Dark Passion Play》的名称，新专辑的封面在官方网站上放出，以及第二个单曲《Amaranth》的封面与名称。《Amaranth》在芬兰商店发行两天内就成为了金唱片。《Dark passion Play》于2007年9月最后一周在欧洲发行，10月1日在英国、10月2日在美国发行。专辑在发售两天后在芬兰获得了双白金，在德国、芬兰、瑞士、匈牙利和克罗地亚排行榜上排到第一位，并在美国等另外16个国家登上榜单前100位。《Dark Passion Play》在全球售出了6白金（愈150万份）。

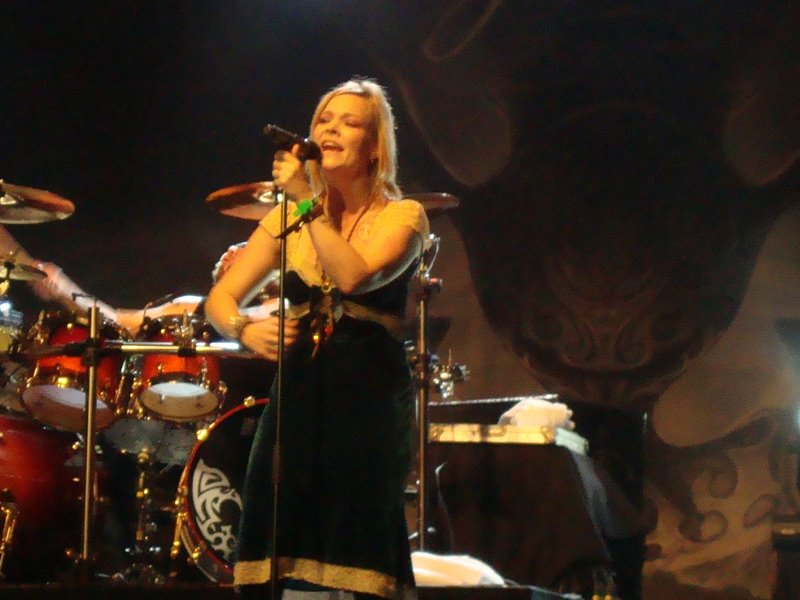
奥尔森随夜愿在巴西贝洛哈里桑塔（2008年11月10日）

在2007年9月22日，乐队在爱沙尼亚塔林的摇滚咖啡厅举行的秘密演唱会，乐队将假扮为一个名为“Nachtwasser”的夜愿翻唱乐队。奥尔森加入乐队后的第一场官方音乐会于2007年10月6日在以色列特拉维夫市举行。《Dark Passion Play》巡演继而由此开始，乐队来到了美国、加拿大、欧洲的大多数地区、亚洲和澳大利亚。这场《Dark Passion Play World Tour》是夜愿持续最长的巡演，从2007年10月起到2009年9月结束；巡演以乐队在赫尔辛基哈特瓦尔竞技场和金属启示录乐团联合演出而结束。
2010年10月，夜愿开始录制专辑《Imaginaerum》，奥尔森于2011年4月在赫尔辛基Finnvox工作室录制人声。专辑于2011年11月30日发行，并随后于2012年1月21日举办Imaginaerum世界巡演。奥尔森和其他乐队成员一起拍摄使用乐队音乐的同名电影《Imaginaerum》。
2012年10月1日，奥尔森和乐队“在彼此理解”中结束关系。奥尔森的最后一次随夜愿演出是在9月29日盐湖城。

### 其它作品
奥尔森参与了数个乐队的录音和现场演出，包括Brother Firetribe 2008年专辑《Heart Full of Fire》中的同名歌曲，雷斯魔2009年单曲《October & April》和Pain2008年专辑《Cynic Paradise》中的歌曲《Follow Me》。
2009年8月13日，奥尔森在庆祝芬兰与瑞典关系的活动Suomi Safari中，在瑞典广播交响乐团的伴奏下演唱了《Kuolema Tekee Taiteilijan》和《Meadows of Heaven》。
在2012年11月30日奥尔森在赫尔辛堡竞技场的开幕派对中，奥尔森演唱了两首自己创作的歌曲。据奥尔森2013年的博客，她正在为自己未来的个人专辑创作与录音。

## 所受影响
奥尔森称她从娜塔莉·科尔和席琳·迪翁的歌唱中吸取了灵感。她还称她敬仰交响金属歌唱家莎伦·丹·阿德尔与席夢娜·西蒙斯。

## 个人生活
奥尔森和其丈夫，Pain贝司手約漢·胡斯加韋爾住在赫尔辛堡，并育有三子：赛斯（生于2001年7月11日）、尼莫（生于2010年7月30日）和迈欧（生于2013年3月28日）。奥尔森和胡斯加韋爾于2013年8月10日正式结婚。

## 唱片

### 夜愿
录音室专辑
- Dark Passion Play （2007年）
- Imaginaerum （2011年）

单曲
- Eva （2007年）
- Amaranth （2007年）
- Bye Bye Beautiful （2008年）
- The Islander （2008年）
- Storytime （2011年）
- The Crow, the Owl and the Dove （2012年）

EP、现场专辑和MCD
- Made in Hong Kong（And in Various Other Places) （2009年）

### 艾莉森大道
录音室专辑
- Presence Of Mind（2000年 / 2009年再发行）
- Omega（2004年 / 2009年以“Omega II”为题再发行)

单曲
- I Am (Your Pleasuremaker)（2004年）

合辑
- Munichs Hardest Hits
- Melodic Rock
- Fireworks Magazine
- Total Frontfork

### 客座
- 2006年－Two Of A Kind（Michael Bormann）
- 2006年－Will We Remain（Cloudscape）
- 2008年－Heart Full of Fire（Brother Firetribe）
- 2008年－Follow Me, Feed Us（Pain）
- 2009年－October & April （The Rasmus）
- 2010年－Open Your Eyes（Sweden United）
- 2011年－Changes（Alyson Avenue）（在《Liar》、《Into The Fire》、《Always Keep On Loving You》和《Fallen》中伴唱）
- 2012年－Cathedral Walls（Swallow the Sun）[23]
- 2012年－This Love This Time, Lay Down in My Arms（Sapphire Eyes）